# وست پوینت (۱۸۴۷)
وست پوینت (۱۸۴۷) (به انگلیسی: West Point (1847)) یک کشتی بود که طول آن ۱۶۶٫۵ فوت (۵۰٫۷ متر) و ارتفاع آن ۲۱ فوت (۶٫۴ متر) بود. این کشتی در سال ۱۸۴۷ ساخته شد.